# Poa hartzii
Poa hartzii là một loài cỏ trong họ hòa thảo, thuộc chi poa.